# Neocoenorhinidius abeillei
Neocoenorhinidius abeillei is een keversoort uit de familie Rhynchitidae. De wetenschappelijke naam van de soort is voor het eerst geldig gepubliceerd in 1869 door Desbrochers des Loges.